# Brachiosaurus

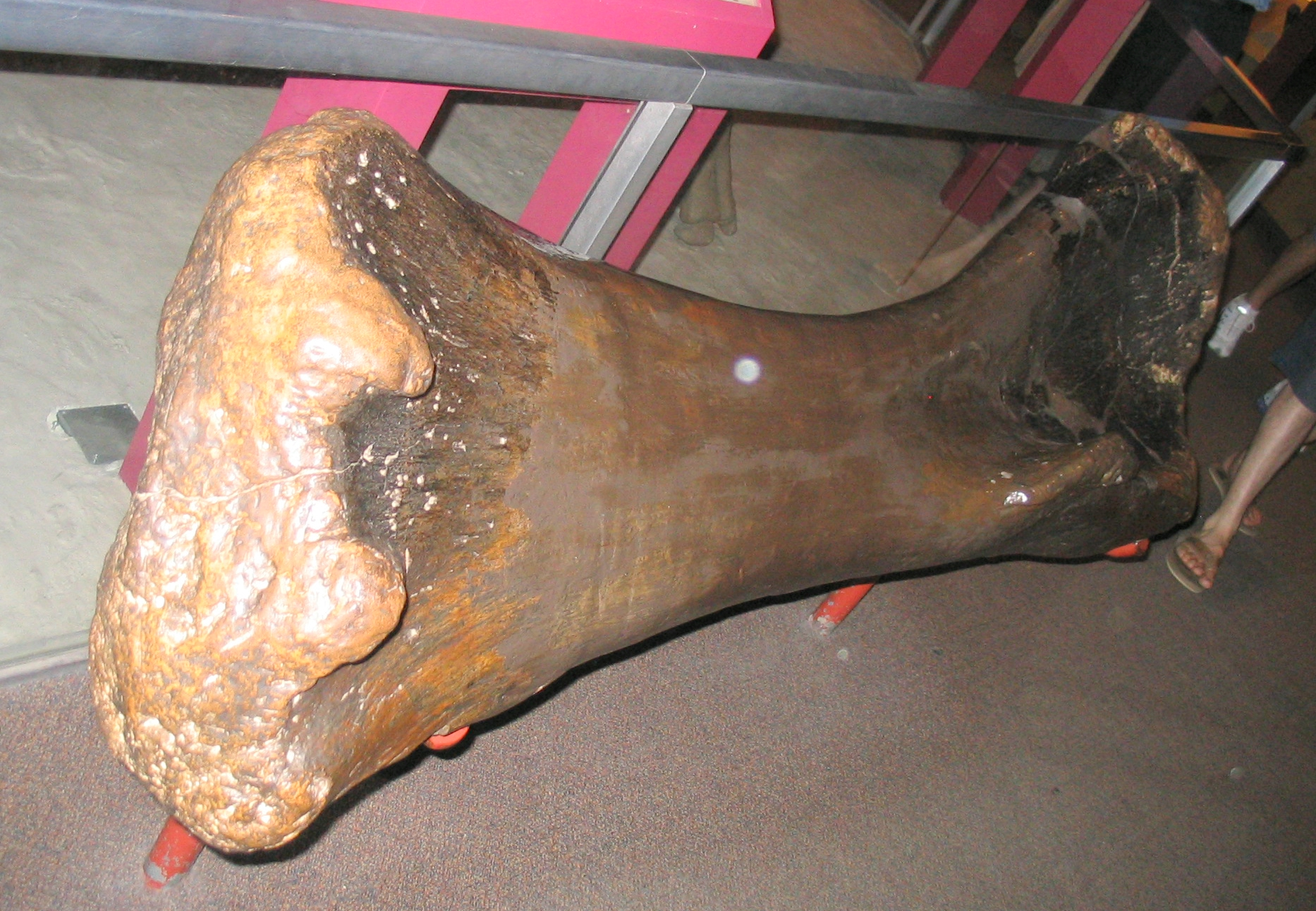
Ben från en Brachiosaurus

Brachiosaurus (armödla) var en enorm växtätande dinosaurie, tillhörande ordningen sauropoder och familjen brachiosaurider. Brachiosaurus levde i Nordamerika under jura, 145-150 miljoner år sedan. Brachiosaurus var länge den största kända dinosaurien men har nu passerats av ett flertal andra Sauropodsläkten, bland annat Argentinosaurus, Andesaurus och Paralititan. Nära släktingar var till exempel Sauroposeidon, Pelerosaurus och Giraffititan Brachiosaurus beskrevs vetenskapligt 1903 och är en av de mest välkanda dinosaurierna bland dinosaurieintresserade. 
Brachiosaurus beräknas ha varit 25-26 meter lång och 12-14 meter hög. För länge sedan beräknades vikten till långt över 100 ton vilket skulle placera den i samma klass som Blåvalen. Numera ligger uppskattningarna vanligen mellan 50 och 75 ton. Namnet "armödla" fick den på grund av kroppskonstruktionen. Frambenen var som hos andra brachiosaurider längre än bakbenen vilket ledde till att djuren påminde om gigantiska giraffer. I övrigt var de mycket lika andra sauropoder. Brachiosaurus hade en lång hals, pelarlika ben och en lång svans även om den, liksom hos andra brachiosaurider var kortare än hos en del andra sauropodfamiljer.
Tidigare trodde många att Brachiosaurus och andra brachiosaurider var vattenlevande. Man ansåg att djuren var för stora för att kunna överleva på land. Främsta beviset för detta ansåg man vara Brachiosaurus näsborre som var placerad högt upp på huvudet. Tack vare det skulle djuren kunna vara nästan helt täckta med vatten men ändå kunna andas. Senare undersökningar har emellertid visat att vattentrycket skulle krossat lungorna på ett fullvuxet djur om den var nästan helt vattentäckt. Skelettet hade också håligheter för att minska vikten. Därför är forskarna idag övertygade om att Brachiosaurus och alla andra sauropoder levde på land.
Liksom andra sauropoder var Brachiosaurus ett utpräglat flockdjur och som andra sauropoder tycks den ha trivts bäst på stora slätter nära sjöar eller andra vattendrag. Till skillnad från diplodociderna kunde troligen Brachiosaurus och de andra brachiosauriderna inte resa sig på bakbenen. Kroppskonstruktionen gjorde emellertid att de automatiskt nådde högt upp i träden för att beta.
Tidigare ansågs Brachiosaurus brancai från Östafrika vara en av flera arter inom samma släkte. Numera räknas den dock som ett eget släkte, kallad Giraffatitan. Världens största någorlunda kompletta dinosaurieskelett finns i Berlin i Naturkundemuseum och är ett exemplar av Giraffatitan.